# Dějiny Plzně

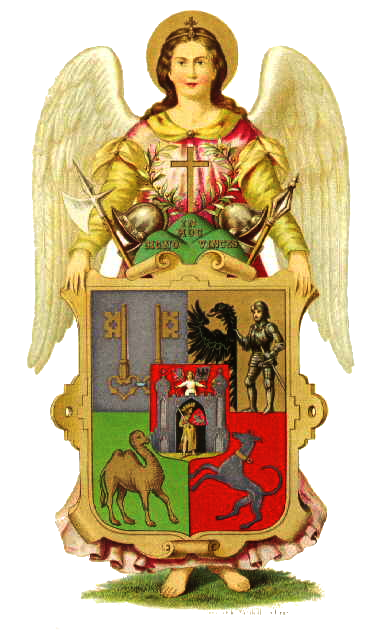
Velký znak Plzně

Dějiny Plzně začínají v raném středověku, přičemž první písemná zmínka pochází z roku 976. Trvalé lidské osídlení zde však existovalo ještě před tímto datem, přímým předchůdcem města je slovanské hradiště a pozdější hrad Starý Plzenec.

## Před vznikem města
První zmínky o Plzni (dnešním Starém Plzenci) pocházejí z roku 976 od kronikáře Dětmara Meziborského, kdy u tohoto přemyslovského hradiště kníže Boleslav II. během tzv. bitvy u Plzně porazil vojsko německého krále Oty II. V podhradí postupně vyrostlo městské sídlo s řadou kostelů a živým obchodním ruchem. Přemysl Otakar I. svěřil správu Plzeňska knížeti Děpoltovi z vedlejší linie Přemyslovců.

## Středověk

### 13. a 14. století
Do nynější polohy (v jižním sousedství tehdejší vsi Malice) přenesl město pod názvem Nová Plzeň král Václav II. roku 1295 jako důležitou obchodní křižovatku západních Čech na cestě z Prahy do Bavorska na soutoku řek Mže a Radbuzy. Jako první městský rychtář je uváděn jistý Jindřich, ještě roku 1298 se zmiňují stavební práce budování města, vzniklého s městskými hradbami, čtyřmi městskými branami (Litická, Skvrňanská, Pražská a Saská) a vodním příkopem.
Díky své výhodné poloze na křižovatce obchodních cest a hlavně na trase z německých zemí do Prahy se brzy Plzeň stala třetím největším a nejdůležitějším městem v Čechách, po Praze a Kutné Hoře. Usídlili se zde čeští a němečtí osadníci, řemeslníci, stejně jako řády dominikánů (nedochovaný dominikánský klášter na severozápadě),a minoritů (pozdější františkánský klášter na jihovýchodě při hradbách). Farní kostel sv. Bartoloměje ve středu náměstí byl roku 1310 svěřen do správy řádu Německých rytířů, roku 1320 byl pak postaven špitální kostel sv. Maří Magdalény. Za vlády králů Jana Lucemburského a jeho syna Karla IV. došlo k dalšímu rozšíření městských privilegií, mj. osvobození měšťanů od některých lokálních celních poplatků či práva pořádat pravidelné trhy, a posílení loajality města královské moci. Věrně Plzeň stála také při Václavu IV., který ve městě několikrát pobýval. Ve městě se již v počátcích jeho historie začala tvořit silná tradice pivovarnictví. Postupně zde začalo vznikat také tzv. plzeňské podzemí.

### 15. století
Na samém počátku husitských válek měli husité díky radikálnímu knězi Václavu Korandovi ve městě velký vliv. Koranda v Plzni působil od roku 1414, posléze zde založil husitskou obec a ochotně do ní přijímal náboženské novotáře (např. v roce 1416). Ke konci září 1419 přivedl od Plzně na návrší Na Křížkách procesí s Tělem Božím a radil na tomto shromáždění lidem, aby místo hole poutnické si vzali do rukou meč. V listopadu 1419 pak nechal z města vyhnat s husity nesympatizující kněží a přivedl do města Jana Žižku, který město následně využil jako základnu pro své bojové akce, mj. bitvu u Nekmíře.
V březnu roku 1420 ale byli Koranda s Žižkou a jejich věrnými nuceni odejít do Tábora a Plzeň se následně stala baštou katolické strany a zázemím vojsk tzv. plzeňského landfrýdu, vedeným mj. Vilémem Švihovským z Rýzmberka. Celkem čtyřikrát byla husity neúspěšně obléhána: nejprve v únoru 1421 Janem Žižkou, posléze vítězným husitským vojskem po bitvě u Tachova na podzim 1427 za účasti Prokopa Holého, dále v červnu 1431 a naposled opět Holého vojsky mezi 14. červencem 1433 a 9. květnem 1434. Při velkém a úspěšném výpadu za hradby před Vánocemi roku 1433 se Plzeňanům mimo jiné podařilo uloupit i trofejního dvouhrbého velblouda, kterého sirotci obdrželi jako dar od polského krále. Poslední obléhání trvalo až téměř do konce hlavní fáze husitských válek, ukončené bitvou u Lipan 30. května toho roku. Císař Zikmund pak loajalitu Plzeňanů ocenil vydáním několika zlatých bul 19. září 1434 v Řezně, které mj. město osvobozovaly od královské berní daně a od celních a mýtných poplatků v české i německé říši a rozšířily městský znak o ukořistěného velblouda.
V následných letech se Plzeň podílela se na odporu proti Jiřímu z Poděbrad, tehdejšímu regentovi nezletilého Ladislava Pohrobka. Poskytovala zázemí k Jiřímu opoziční Strakonické jednotě, mj. po porážce v bitvě u Rokycan v červnu 1450, po které bylo toto uskupení nuceno uznat Jiřího autoritu. Po zvolením Jiřího českým králem se 16. a 17. října roku 1459 konalo v Plzni jednání krále Jiřího s bavorským vévodou Ludvíkem IX. Bohatým a falckrabětem Fridrichem, kde byly urovnávány spory a Jiří zde zároveň potvrdil Zikmundova privilegia Plzni. Poté, co 23. prosince 1466 prohlásil papež Pavel II. Českým zemským sněmem zvoleného českého krále Jiřího z Poděbrad kacíře za sesazeného z trůnu, sídlila ve městě od roku 1467 v Plzni pražská kapitula, která byla v letech 1431–1561 nejvyšším orgánem římsko-katolické církve v Čechách. Administrátor arcibiskupství v té době byl Hilarius Litoměřický, který kromě spisů polemizujících s kališníky sepsal i latinskou Historii města Plzně. Za věrnost papežské stolici rozšířil papež Jan II. městu dosavadní znak o dvě nová pole: dva zlaté svázané papežské klíče v stříbrném a zbrojnoše v brnění, držícího pravicí půl orla ve zlatém poli. V následných tzv. česko-uherských válkách byla Plzeň loajální uherskému králi a českému vzdorokráli Matyáši Korvínovi, nedaleko městských bran byla roku 1478 svedena druhá bitva u Plzně, roku 1479 se pak poddalo autoritě Vladislava II. Ten opět rozšířil městská privilegia, rovněž bylo vydáno nařízení o nutnosti znalosti češtiny pro obyvatele města a okolí, stejně jako zákazu usazování ve městě Židům.
Plzeň je také kolébkou českého knihtisku, nejstarší zdejší tiskárna fungovala na rohu dnešních ulic Smetanova a Bezručova. nejstarším tiskem je zřejmě Statuta Arnošta z Pardubic z roku 1476, ač dříve za něj byla považována kniha Kronika trojánská už z roku 1468. Doloženými majiteli tiskárny byli Mikuláš Bakalář a Jan Pekk ze Švabachu, se kterým spolupracoval měšťan Jan Fencl řečený Mantuan. Tiskárna fungovala až do smrti Jana Pekka do roku 1533, další pak vznikla v Plzni až okolo roku 1800 z iniciativy Josefa Morgensauera.

## Novověk

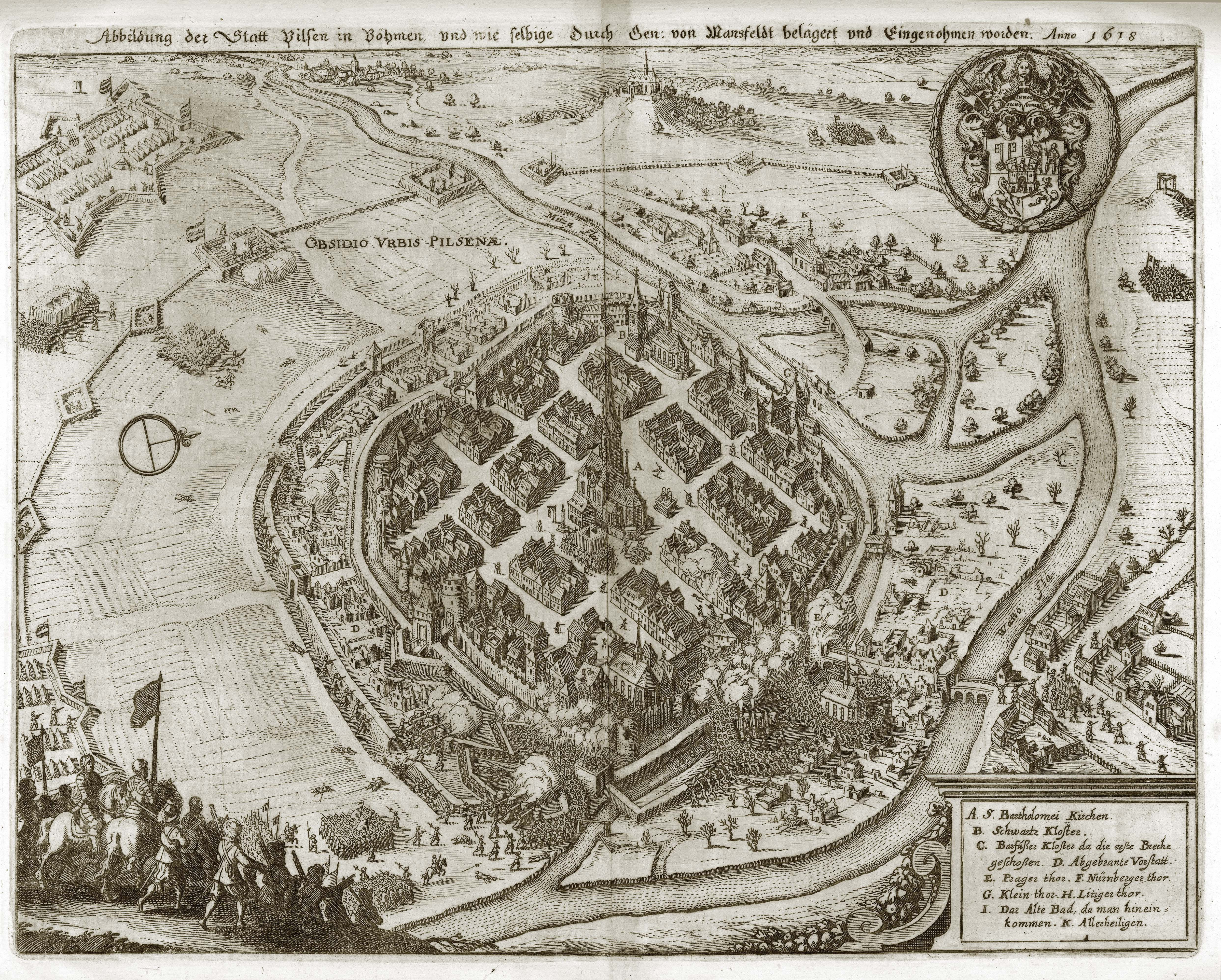
Dobytí Plzně roku 1618

### 16. století
Počátkem 16. století bylo město výrazně poškozeno požáry, zejména roku 1507, kdy shořely dvě třetiny města. Loupeživý rytíř Jan Bavůrek ze Švamberka, vymezující se proti centralistické politice krále Vladislava, byl 4. února 1507 popraven na plzeňském náměstí, což vzbudilo řadu protestů a události požáru jsou jejich možnými důsledky. Roku 1519 byl popraven městský rychtář Petr Vydra, původně krejčí, za přípravu povstání proti konšelům, druhému obviněnému Mikuláši Karasovi se podařilo uniknout. Když roku 1547 vypuklo první české stavovské povstání, Plzeňští zůstali věrni králi. Po porážce německých protestantů u Mühlberka pak čeští stavové své svolané vojsko rozpustili a povstání tak neuspělo. Král Ferdinand I. odměnil Plzeň za osvědčenou věrnost tím, že jim 25. srpna 1547 přiřkl první hlas a místo na zemských sněmech po Starém a Novém městě pražském, kteréžto pozice se tradičně těšila Kutná Hora. Po protestech Kutnohorských byl spor mezi oběma městy urovnán až 17. září 1694 byl rozhodnutím císaře Leopolda I., po kterém se tato pozice mezi oběma městy meziročně střídala. Za Matouše Švihovského, posledního arciděkana u sv. Bartoloměje z řádu Německých rytířů bylo uděleno dědičné právu užívat kněžími při nedělních bohoslužbách mitru, berlu, rukavice, prsten a sandály, tedy pontifikátní odznaky. Po smrti Švihovského roku 1546 přešlo právo volby arciděkana na obec.
Od poloviny 16. století začíná ve městě působit řada italských stavitelů, kteří městu vtiskávají renesanční ráz, vrcholem tohoto stavebního období je pak budova renesanční plzeňské radnice v severní části náměstí od Giovanniho de Statia vybudovaná v letech 1554 až 1559. V únoru 1555 ve městě krátce pobýval čerstvě sezdaný manželský pár českého místodržícího Ferdinanda II. Tyrolského, syna Ferdinanda I., a jeho chotě Filipíny Welserové (partneři si nebyli rodově rovní, proto nebyl jejich sňatek politicky žádoucí), na jejich počest byl na náměstí uspořádán rytířský turnaj. Za vlády císaře Rudolfa II. probíhaly snahy o minimalizaci přítomnosti protestantů (zejména luteránů), mj. královským zákazem z roku 1579, aby bylo protestanti voleni do městské rady.
Na devět měsíců, od září 1599 do června 1600, se stala Plzeň hlavním městem Svaté říše římské, když sem císař Rudolf II. uprchl před morovou epidemií řádící v Praze. Sídlil v tzv. Císařském domě na náměstí, vedle budovy radnice.

### 17. století

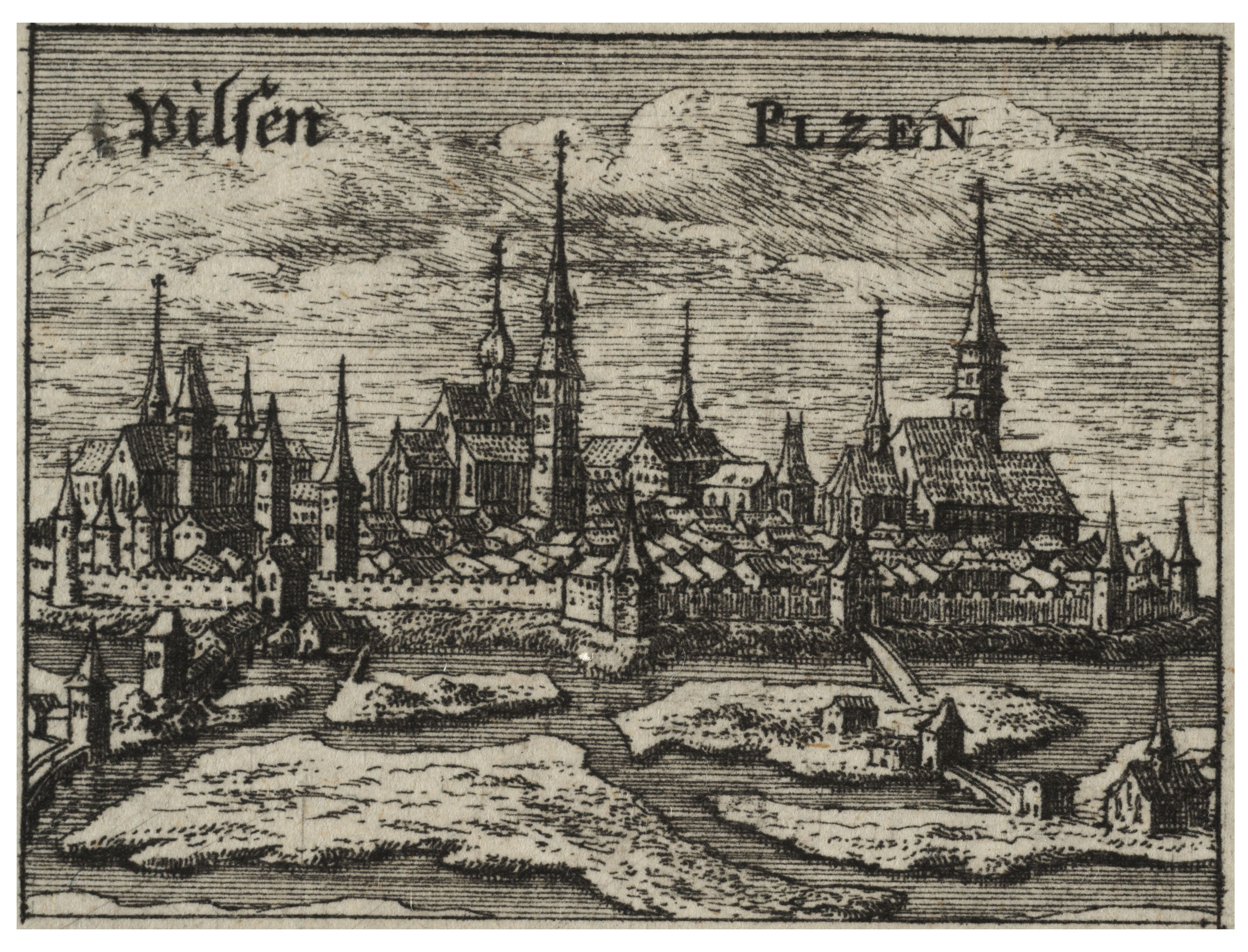
Plzeň na vedutě Václava Hollara z poloviny 17. století

Po vypuknutí druhého stavovského povstání v květnu 1618 stála Plzeň opět při císařské autoritě. K její vojenské podpoře byl císařem vyslán menší vojenský oddíl pod velením hejtmana Felixe Dornheima. Již v září však k městu dorazilo z Německa spojenecké vojsko povstalců pod velením Petra Arnošta II. Mansfelda, které město 21. listopadu 1618 dobylo, vůbec poprvé za jeho historii, což představovalo jednu z prvních velkých obléhacích operací třicetileté války. Mansfeld pak do bojů proti císařské armádě výrazněji nezasáhl (včetně odmítnutí účasti v bitvě na Bílé hoře) a na počátku roku 1621 pak vydal město za 140 000 zlatých generálu Tillymu a s vojskem odtáhl zpět do Horního Saska. Plzeň byla pobytem armády hospodářsky zubožena. V listopadu 1633 přitáhl do města Albrecht z Valdštejna (ubytován byl v domě na náměstí č. 105), který zde hodlal s vojskem přezimovat a na jaře pokračoval s tažením proti švédské armádě v Sasku. Kvůli své nejisté vojenské a politické pozici si zde již těžce nemocný Valdštejn 11. února 1634 vynutil sepsání deklarace věrnosti jeho důstojníků. Z Plzně pak odcestoval do Chebu, kde byl 24. února, spolu s členy nejvyššího velení vojska, úkladně zavražděn. Švédská obléhání města v letech 1637 i 1648 byla neúspěšná, ve druhém případě díky přičinění, původem nizozemského, císařského plukovníka Jana van der Croona, který město v letech 1645 až 1649 přeměnil na bytelnou pevnost. Ve městě začal roku 1582, v rámci procesu sílící rekatolizace, působit řád jezuitů.
Ve druhé polovině 17. století proběhlo ze strany císaře, posléze pak pražského arcibiskupa, několik neúspěšných snah o zřízení plzeňského biskupství. 2. června 1660 se Plzni dostalo dekretem Leopolda I. potvrzení všech privilegií. Dne 8. ledna 1683 byl v Plzni z Leopoldova nařízení založen 35. pěší pluk. Téhož roku postihla město velká morová epidemie, po jejímž skončení byl na náměstí vztyčen barokní Mariánský sloup. V roce 1695 byl v Plzni popraven Jan Sladký Kozina, vůdce chodského povstání proti vrchnosti.

### 18. století
Roku 1712 byl ve městě založen nový klášter řádu jeptišek dominikánek, z iniciativy hraběnky Kateřiny Vratislavové z Mitrovic, která zakoupila pro klášter spáleniště pěti domů, stavbu pak provedl architekt a stavitel Jakub Auguston. Během morové epidemie v Čechách, silně zuřící také v Praze, přechodně pobýval se svým úřadem od října 1713 do ledna 1714 český místodržící, z vděčnosti za vyhnutí se epidemie městu byl dále rozšířen morový sloup. Během válek o rakouské dědictví v Plzni od října 1741 do června 1742 sídlila stálá posádka okupační francouzské armády spadající pod velení generála Gassiona. V období osvícenského absolutismu za vlády Marie Terezie a Josefa II. došlo díky rozsáhlým státním reformám k reorganizaci městské správy, završená roku 1787 vytvořením úřadu purkmistra a rady v podobě magistrátu.
Po zrušení jezuitského řádu roku 1773, a následným zánikem jezuitského gymnázia v Klatovech, podala Plzeň žádost o zřízení vlastního gymnázia, které bylo vyhověno roku 1776. Provozu nové instituce se ujal řád dominikánů, po jeho zrušení roku 1786 převzali výuku premonstráti z kláštera v Teplé. Téže roku 1776 založil ve městě tehdejší plukovník hrabě Leopold von Strassoldo německou vojenskou školu.
Roku 1799, v dobách napoleonských válek, prošla městem ruská vojska. Ve dnech 16.–18. prosince zde pobýval maršál Alexandr Vasiljevič Suvorov.

## 19. a 20. století

### 1. polovina 19. století

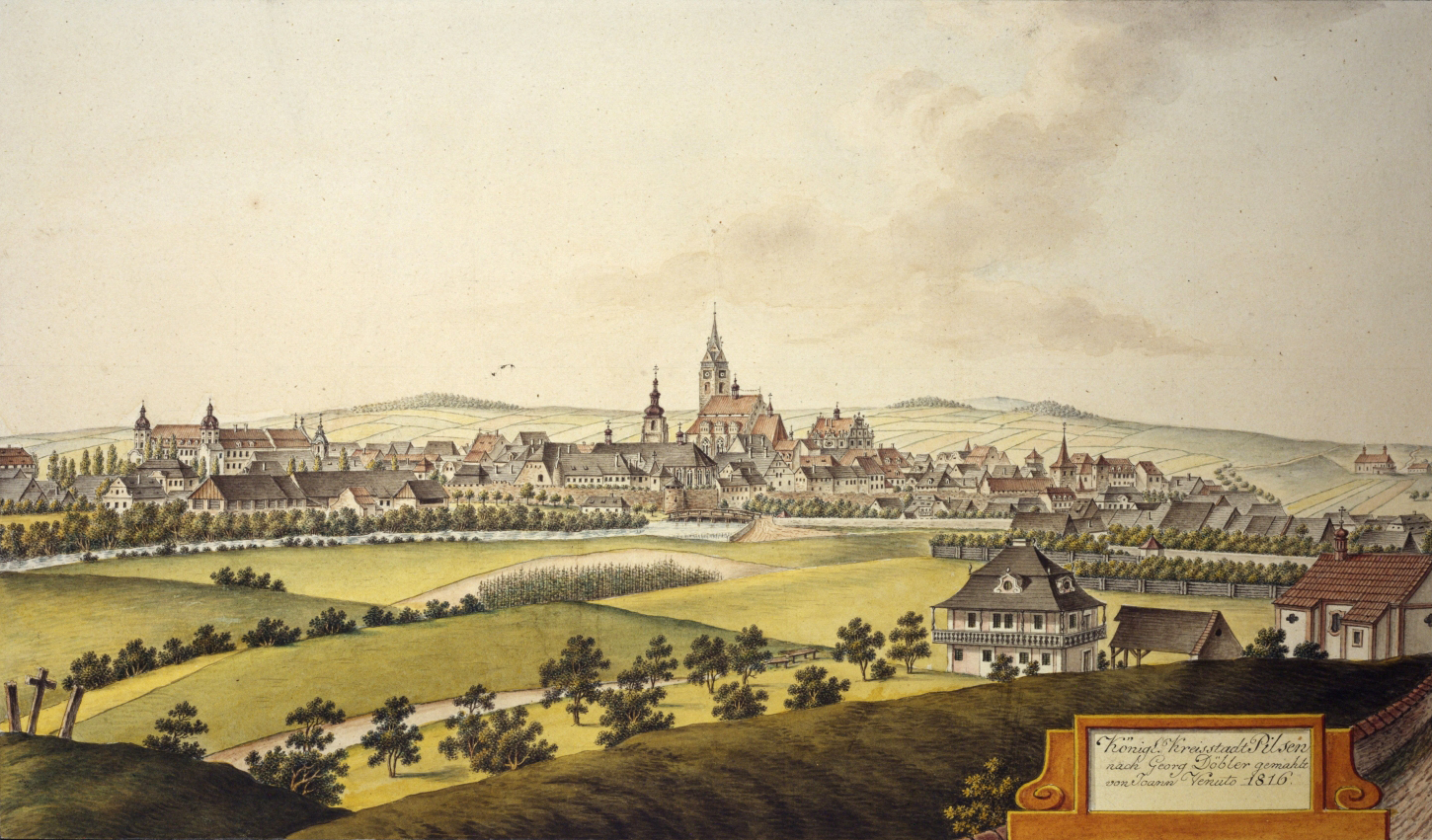
Veduta Plzně, Johann Venuto, 1816

Okolo roku 1800 byla z iniciativy Josefa Morgensauera obnovena plzeňská tiskárna. Roku 1810 přišel jako gymnaziální profesor do Plzně Josef Vojtěch Sedláček, spisovatel a český národní buditel. Jeho přičiněním byly od roku 1818 hrány české hry na ochotnickém divadle, roku 1819 byla pak zřízena česká triviální škola pro nemajetné děti, jejíž provoz hradilo várečné měšťanstvo. Po Sedláčkově smrti roku 1836 pokračoval v jeho snahách Josef František Smetana, podporován tehdejšími arciděkany Tomášem Kordíkem (1803–1824) a Antonínem Hlavanem (1835–1868). Na zdejším gymnáziu studoval pod Smetanovou patronací jeho synovec a pozdější hudební skladatel Bedřich Smetana, který pak těmto letům věnoval vzpomínku svou skladbou Vzpomínka na Plzeň.
Od počátku století docházelo ke stavební a urbanistické modernizaci města, především prostřednictvím demolice městských hradeb. Se zasypáním příkopů se začalo roku 1803 na jižní straně, z bran byla zbořena nejprve Jeptišská či Litická (1804), posléze Pražská (1822), Slepá (původně Škvrňanská, 1828), Říšská (1833) a posléze Saská (Malická, 1849). Značný podíl na tom měl dlouholetý purkmistr Martin Kopecký (1828–1850), který mj. na místě hradeb inicioval vybudování staré město obklopující městské sady, posléze známé jako Sady Pětatřicátníků, Smetanovy, Kopeckého, Šafaříkovy, Křižíkovy a 5. května. V roce 1832 vzniklo ve městě první kamenné divadlo, kde byla uváděna představení v němčině. 1833 byl zřízen Lochotínský sad s lázněmi. Roku 1839 bylo rozhodnuto o založení Měšťanského pivovaru (Bürgerliches Brauhaus, později Prazdroj) a 5. října 1842 v něm bavorský sládek Josef Groll uvařil první várku piva. První profesionální divadelní představení v češtině zde v 50. letech sehrála společnost Filipa Zöllnera pod dramaturgickým vedením Josefa Kajetána Tyla, který v Plzni roku 1856 zemřel a byl zde také pohřben na zdejším Mikulášském hřbitově.

### Průmyslová revoluce
Prudký hospodářský, populační a především průmyslový rozvoj prodělala Plzeň především v 60. letech 19. století, v éře rozvoje průmyslové revoluce v českých zemích. Tomu výrazně dopomohlo především vybudování železniční trati společností Česká západní dráha (BWB) spojující Bavorsko, Plzeň a přípražské nádraží na Smíchově (Praha-Západní nádraží). 14. října 1861 byl zprovozněn úsek trasy z České Kubice na provizorní nádraží ve Skvrňanech u Plzně, 14. července 1862 byla, spolu s městským nádražím, slavnostně otevřena zbývající trasa do Prahy, spolu s železničním mostem přes Radbuzu v Plzni. V následných letech byla železnice dále prodloužena ve směru na Cheb, Klatovy, České Budějovice a Žatec.
Spojení především s hutnickými provozy (mj. s Vojtěšskou hutí na Kladně) a uhelnými oblastmi v západních a severních Čechách vytvořilo v Plzni dobré podmínky pro rozvoj strojírenství. V roce 1859 založil v Plzni hrabě Kristián Vincenc z Valdštejna-Vartenberka pobočku svých sléváren a strojíren. Továrna, kterou v roce 1869 odkoupil její vrchní inženýr Emil Škoda, se stala základem budoucích Škodových závodů, které se v následných desetiletích vypracovaly na přední strojírnu a zbrojovku v celém Rakousku-Uhersku. Roku 1862 vznikla při křižovatce (později nazývané Na Belánce) strojírna bratří Belaniů, podílející se mj. na výstavbě městské plynárny a plynového osvětlení města. V roce 1880 si zde zřídil dílnu elektrotechnik František Křižík který zde roku 1882 získal patent na svůj vynález obloukové lampy a v dalších letech v Plzni realizoval zakázky na modernizaci veřejného elektrického osvětlení a na vybudování pouliční elektrické dráhy (zprovozněna 1899). Mezi největší průmyslové podniky ve městě dále patřily především První plzeňský akciový pivovar v Plzni (později Gambrinus), založený roku 1869, továrna na výrobu smaltovaného nádobí Bartelmus vlastněná Eduardem Bartelmusem, továrna na výrobu kočárů, později pak automobilových karosérií V. Brožík & synové Václava Brožíka, papírenská továrna u břehů Radbuzy Ludvíka Pietta či kamenický závod Cingroš založený Janem Cingrošem. Na počátku 20. století vzniklo na Borských polích letiště, kde následně působil plzeňský aeroklub.
Město se výrazně stavebně rozrůstalo, především díky přístavbám východního Pražského Předměstí, jižního a západního Říšského Předměstí a severního Saského Předměstí. Významnými staviteli města v 19. století byli především Martin Stelzer, stavební firma Müller a Kapsa Antonína Müllera a Vojtěcha Kapsy, Rudolf Štech, Emanuel Klotz, František Kotek, Eduard Kroha a další. Mezi nejvýznamnější neprůmyslové stavby vzniklé ve městě v letech 1860 až 1918 lze řadit mj. budovu Nové synagogy, Západočeského muzea, Měšťanské besedy, nové budovy plzeňského nádraží, sokolovny, borské vazební věznice, Ústřední hřbitov, hotelu Waldek (později Slovan) dle návrhu vídeňského ateliéru Fellner a Hellmer. Na konci 19. století se Plzeň stala významným centrem české secese. Na začátku 20. století došlo k regulaci koryt Radbuzy a Mže a zasypání někdejších mlýnských náhonů v centru města. Okolo roku 1900 došlo ke zřízení městské autobusové linky.
V období sílícího českého národního obrození se ve městě rovněž začíná organizovat české obyvatelstvo, mj. prostřednictvím založení jednoty Sokola v Plzni či pěveckého sboru Hlahol plzeňský, vedeného sbormistrem Hynkem Pallou. Prvním občansky voleným purkmistrem se roku 1850 stal František Wanka, prvním takto voleným purkmistrem českého původu pak roku 1874 František Pecháček. Významnou érou bylo též období purkmistrovského působení Václava Petáka. Dochází k rozvoji základního, středního, oborového a také dívčího školství, mj. s přičiněním pedagoga Františka Částky. Svá studentská léta zde prožila mj. pozdější spisovatelka Eliška Krásnohorská. Kulturní dualita ve městě vyústila k založení Německého divadla roku 1869. Budova nového českého divadla byla postavena v roce 1902 (arch. A. Balšánek) a zpočátku vedena mj. hercem a divadelníkem Vendelínem Budilem. Ve městě žili a tvořili malíř Augustin Němejc, malíř a fotograf Hugo Boettinger, fotograf Čeněk Hrbek, sochař Vojtěch Šíp a další umělci. V Plzni si roku 1906 otevřela praxi Ludvika Nová-Krajíčková, jedna z vůbec prvních českých žen-lékařek.
Už od poloviny 19. století byla Plzeň druhým největším městem v Čechách a třetím v rámci všech českých zemí, s nárůstem obyvatel z asi 16 000 v roce 1860 na více než 68 000 roku 1900.

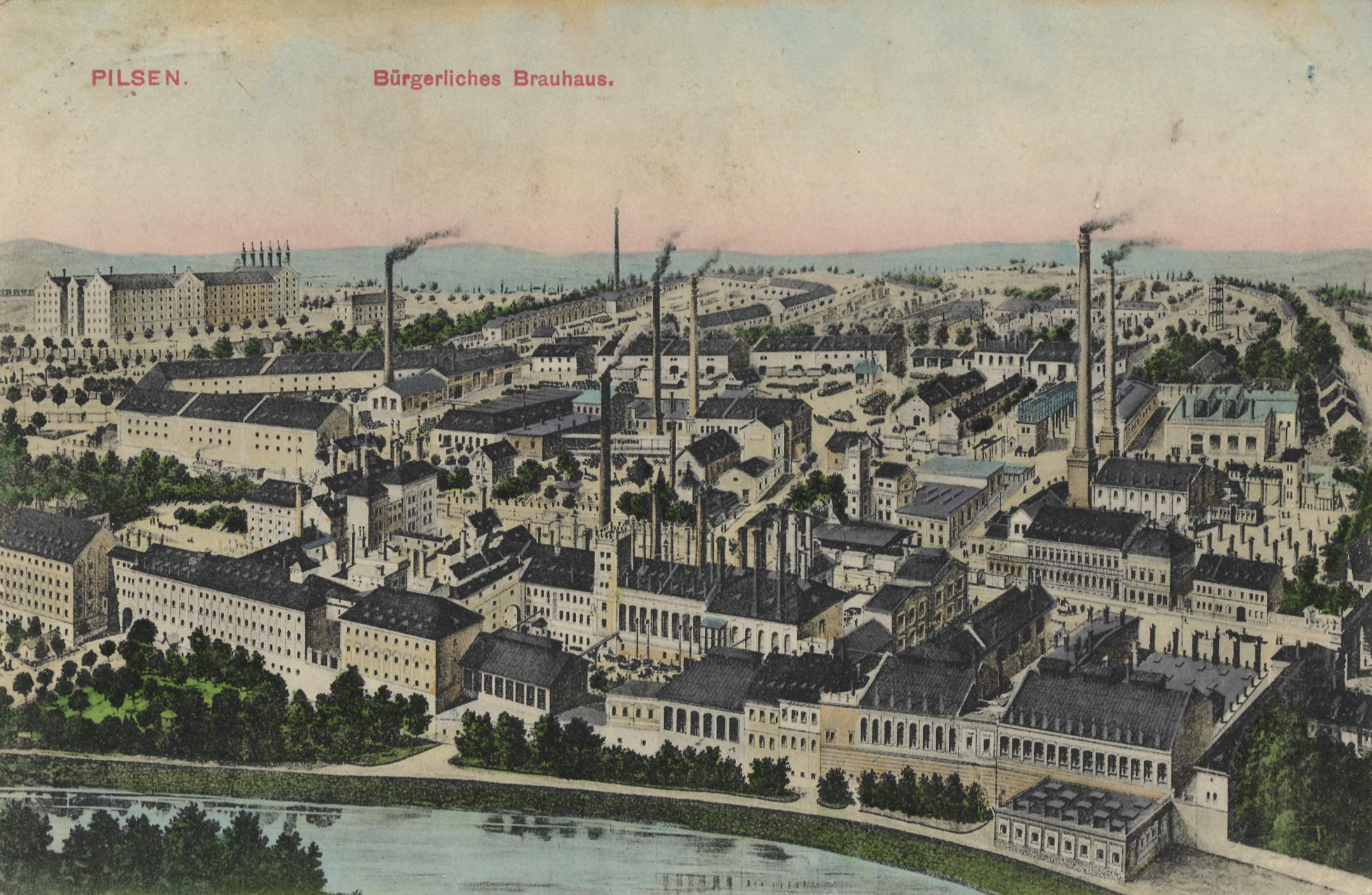
Městský pivovar, pohlednice z roku 1910

### 1. polovina 20. století
Hospodářský a populační rozvoj města byl zbrzděn vypuknutím první světové války. Stejně jako v celé monarchii v té době, byla výroba ve městě přeorientována na válečný režim v čele se Škodovými závody. S pokračujícím konfliktem docházelo k hospodářskému úpadku a hladovým bouřím, v Plzni navíc umocněného katastrofální nehodou v areálu muniční továrny Škodových závodu v Bolevci u Plzně v pátek 25. května roku 1917, vedoucí k nesčetným explozím uskladněné bojové munice, které si vyžádaly více než 150 obětí. Příslušníci plzeňských pluků rakousko-uherské armády, zejména Plzeňané Stanko Vodička a František Noha, stáli za rozpoutáním krvavě potlačené Rumburské vzpoury v severních Čechách v květnu roku 1918. Dne 28. října 1918 bylo v Plzni, tak jako v dalších městech a obcích někdejších zemí koruny České a dalších, vyhlášen vznik československé republiky.
Během meziválečného období došlo k dalšímu rozšiřování města, roku 1924 byly připojeny obce Doubravka, Doudlevce, Lobzy a Skvrňany a vznikla tak „Velká Plzeň“, jejíž počet obyvatel překročil stotisícovou hranici (do té doby se vlastní Plzeň členila na Vnitřní Město, Pražské Předměstí, Říšské Předměstí a Saské Předměstí). Starostou města byl v letech 1919–1938 sociální demokrat Luděk Pik. Pokračuje stavební vývoj města, mj. díky četným realizacím architekta Hanuše Zápala, stavebních firem Müller a Kapsa či podniku bratří Josefa a Václava Pašků. Z významných prvorepublikových realizací lze jmenovat obytný dům Mrakodrap, kino Elektra, budovu městské nemocnice, budovu Masarykova gymnázia, krematoria a dalších. Ve 20. a 30. letech v Plzni opakovaně pracoval rakousko-český architekt Adolf Loos, který zde navrhl řadu cenných bytových designů. Svůj rozkvět v té době zažívalo též v Plzni sídlící loutkové divadlo Josefa Skupy. Na náměstí T. G. Masaryka byl vybudován památník Národního osvobození s alegorickým bronzovým sousoším a dominující figurou T. G. Masaryka, který byl slavnostně odhalen 28. října 1928, jako dík prezidentovi za založení a desetiletou existenci republiky.
Nadále pokračuje rozvoj průmyslu: roku 1919 je ve strojírenské firmě J. K. Rudolfa vyroben první letoun československé výroby Bohemia B-5, zalétán na borském letišti pilotem Rudolfem Polaneckým a předveden při návštěvě TGM v Plzni roku 1919. Město bylo též zasaženo událostmi Železnorudského povstání roku 1919

### Druhá světová válka
V roce 1938 Československá republika odstoupila svá pohraniční území Nacistickému Německu. Většinově česká Plzeň sice zůstala na území republiky, stala se však městem na samotné hranici a byla ze tří stran obklopena Německem. Obce severozápadním a jihozápadním směrem již patřily k Říši, stejně jako dnešní městské části Plzeň-Litice a Plzeň-Lhota. Vládním nařízením byla Plzeň k 1. květnu 1942 rozšířena o obce Bolevec, Božkov, Bukovec, Černice, Hradiště, Koterov, Radobyčice, Újezd a o územní zbytky obce Litic (obec začleněna do Říše) a stala se statutárním městem se 130 tisíci obyvateli. Škodovy závody byly v této době významnou zbrojovkou zásobující německou armádu, o důležitosti této zbrojovky svědčí i to, že byla za Plzní zbudována její maketa, která měla sloužit k oklamání Spojeneckých letadel. Ve městě proti okupační moci probíhaly odbojové aktivity, za které byla řada Plzeňanů uvězněna v koncentračních táborech či popravena, jako např. lékař a vysokoškolský pedagog František Šimer.
Dlouhou dobu Plzeň unikala bombardování, k prvnímu velkému náletu došlo až 20. prosince 1944, při něm byl ovšem nejvíce zdemolován pivovarský komplex, zejména Prazdroj (18 mrtvých). Škodovy závody byly bombardováním významně poškozeny teprve na samém sklonku války, náletem 25. dubna 1945, kdy Spojenci před náletem varovali prostřednictvím stanice BBC, aby minimalizovali civilní oběti. Celkem bylo za celou dobu války náletů jedenáct, vyžádaly si 926 obětí[zdroj?]. Útoky způsobily citelné zásahy nacistům, došlo ale i na omyly, jejichž civilní oběti se staly vděčným soustem propagandy – té nacistické, i pozdější komunistické.
K vypuknutí Květnového povstání v Plzni, předznamenávajícím osvobození Československa, došlo 5. května 1945. Odbojové skupině pod vedením Karla Šindlera se podařilo obsadit německou vysílačku umístěnou v místě soutoku Mže a Radbuzy (severní cíp Štruncových sadů) a uskutečnit rádiové vysílání, ještě před vysíláním Československého rozhlasu z Prahy. Plzeň byla následujícího dne, 6. května 1945, osvobozena americkými jednotkami vedenými generálem Georgem S. Pattonem, ve městě při tom došlo k menším ozbrojeným střetům spojeneckých vojsk s ojedinělými ohnisky německého fanatického odporu. Podle americko-sovětské dohody o vytvoření tzv. demarkační linie však Patton už nesměl pokračovat dále ku pomoci v Praze probíhajícímu Pražskému povstání. Dnes na osvobození Plzně upomíná Patton Memorial Pilsen – Památník americké armády 1945 provedený jako stálé muzeum.

### Poválečná éra

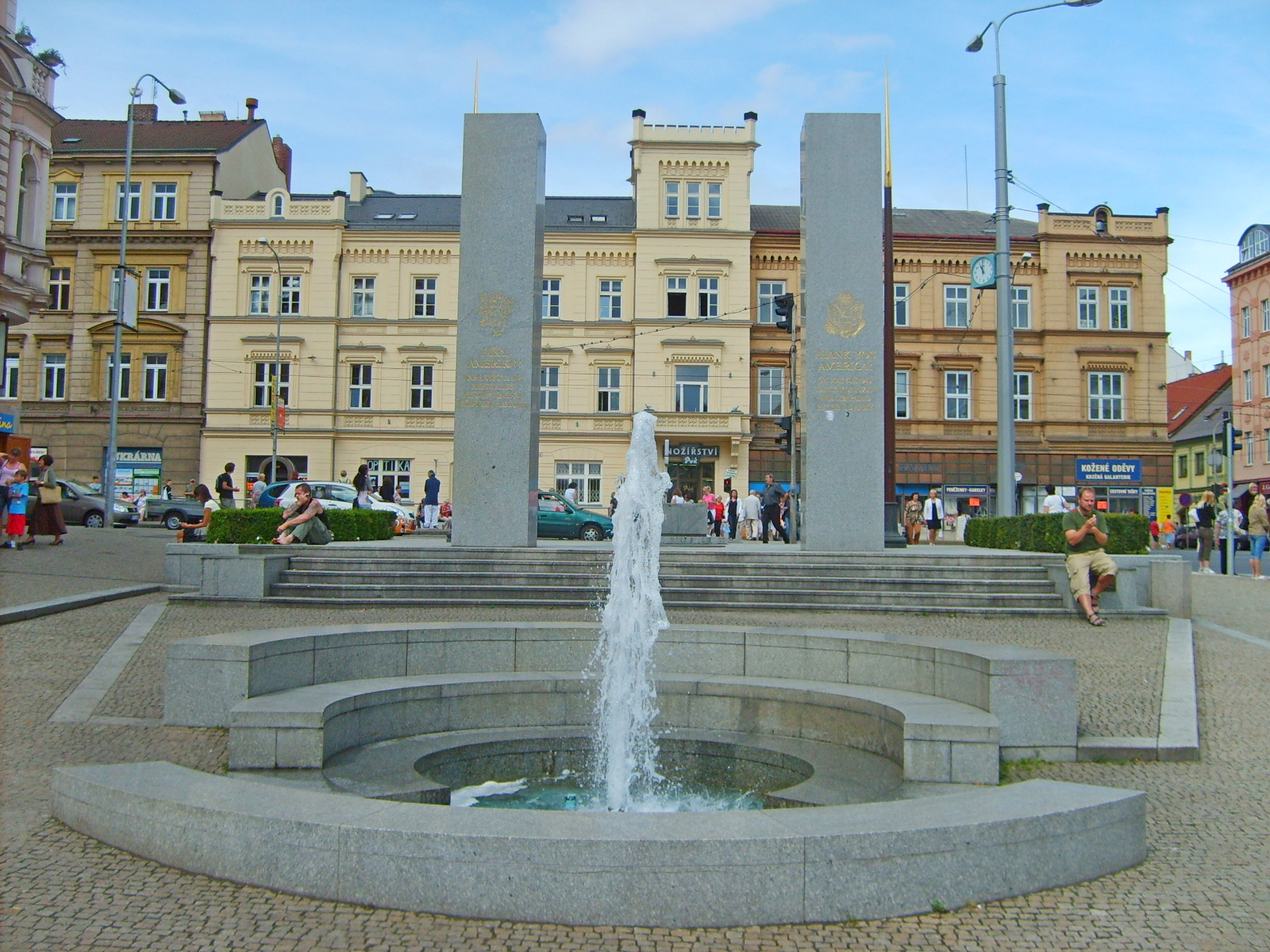
Pomník osvobození americkou armádou na začátku Americké ulice

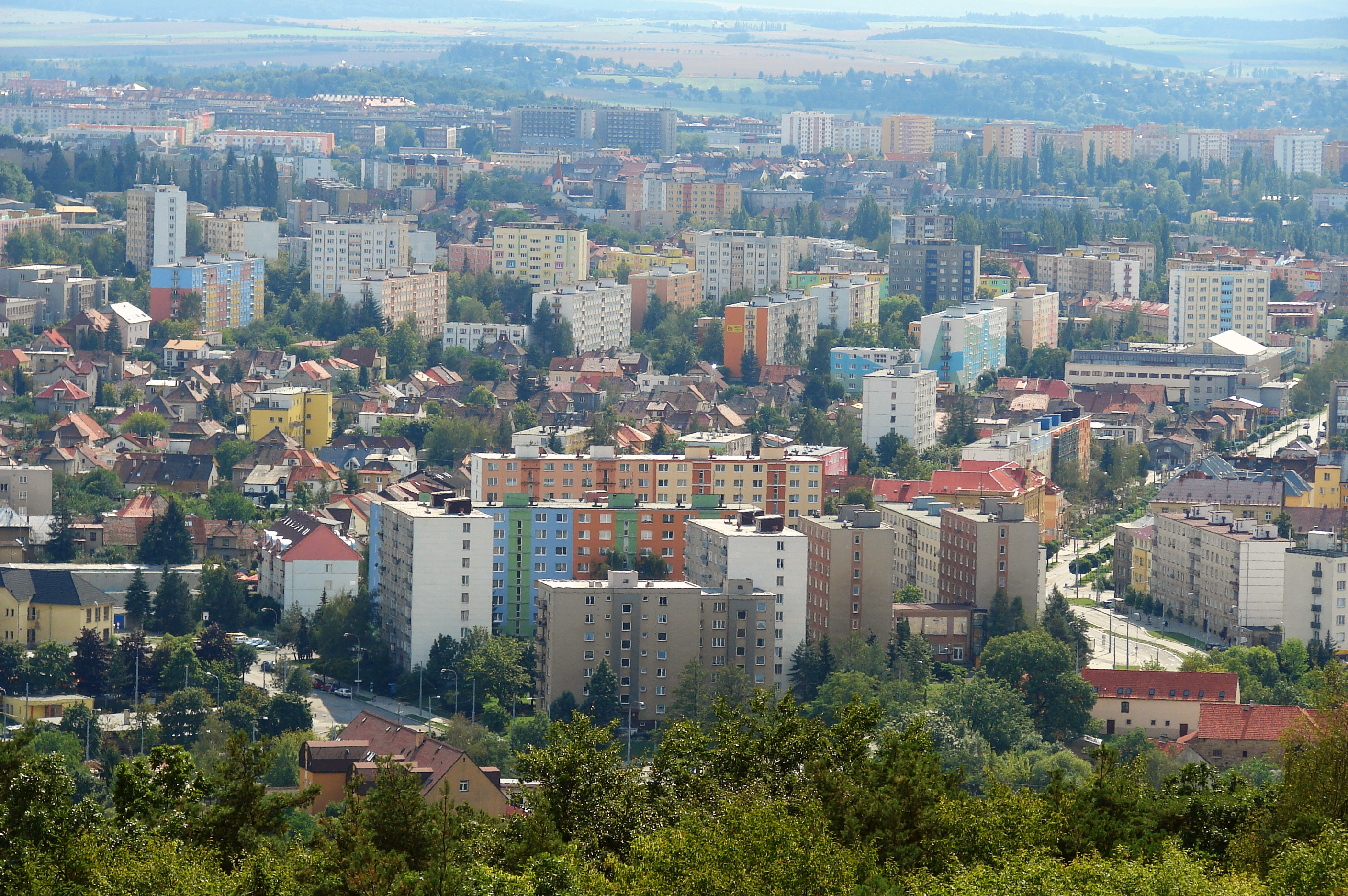
Panelová výstavba v části Doubravka

Roku 1945 byla v Plzni zřízena Lékařská fakulta v Plzni Univerzity Karlovy. Po komunistickém převratu v Československu v únoru 1948 byl podíl americké armády na osvobození Plzně zamlčován. Došlo k hlubokým společenským změnám, mj. znárodnění a přejmenování soukromých firem (např. Škodovy závody byly přejmenovány na Závody V. I. Lenina). Počínaje osvobozením roku 1945 vysílala z Plzně stanice Československého rozhlasu. V borské věznici byli vězněni političtí vězni režimu, roku 1950 zde byl popraven generál čs. armády Heliodor Píka. Dne 1. června 1953 došlo v Plzni k prvním protikomunistickým masovým nepokojům v souvislosti s tehdy probíhající měnovou reformou se střelbou do demonstrujících. Odvetou komunistického režimu bylo kromě represí proti demonstrantům, převážně dělníkům Škodovky, také zbourání Masarykova pomníku, symbolu nežádoucí demokracie. Jednalo se o jednu z prvních větších lidových vzpour v poválečném Východním bloku.
Na konci 50. let se začalo s masivním rozvojem bytové výstavby v podobě budování sídlišť. První rozsáhlý areál vznikl na Slovanech, následovala v roce 1961 Doubravka a roku 1968 pak Bory. V 60. letech byla načas k Plzni připojena obec Letkov a město se členilo na 12 obvodů: Plzeň I – vnitřní město, Plzeň II – Skvrňany, Plzeň III – Roudná, Plzeň IV – Doubravka, Plzeň V – Slovany, Plzeň VI – Bory, Plzeň VII – Bolevec, Plzeň VIII – Újezd, Plzeň IX – Božkov, Plzeň X – Koterov, Plzeň XI – Černice a Plzeň XII – Litice. Dne 20. ledna 1969 se na náměstí T. G. Masaryka upálil na protest proti sovětské okupaci mladý pivovarský dělník Josef Hlavatý. Filmový festival Finále, založený roku 1968, byl s nastupující normalizací zrušen. Výstavba se v 70. a 80. letech přesunula na sever, budovala se rozsáhlá sídliště v oblasti Bolevce a Lochotína, těsně před sametovou revolucí se výstavba přesouvala postupně směrem na západ k oblasti Vinice. Díky tomuto rychlému rozvoji překročilo město roku 1972 hranici 150 tisíc obyvatel. O čtyři roky později pak byly připojeny i obce Černice, Radobyčice, Koterov, Červený Hrádek, Křimice a Radčice a Plzeň získala hranice, jaké měla do roku 2002.[zdroj?] Ke konci 20. století už ale byla čtvrtým v Česku, když byla předstižena Ostravou.
K nejvýznamnějším stavbám té doby lze řadit obchodní dům Prior, Dům kultury, areál FN Lochotín, hotel Central na náměstí, Lochotínský amfiteátr, budovu zimního stadionu a další. Stejně tak proběhla ve městě řada necitelných demolic, kterým padly za oběť mj. budova někdejšího Německého divadla, původní kasárna 35. pěšího pluku a řada dalších.
V březnu 1989 pronesl generální tajemník ÚV KSČ Miloš Jakeš na stranickém sjezdu v Červeném Hrádku u Plzně otevřený a kritický projev, který následně ve zvukové i obrazové podobě unikl na veřejnost a Jakeš se posléze stal terčem posměchu u nemalé části národa, což svým způsobem přispělo ke konci reálného socialismu. V listopadu 1989 zde proběhla Sametová revoluce formou demonstrací na hlavním náměstí či besedami v budovách městského divadla, které vyhlásilo stávku. Roku 1990 navštívil první oslavy 45. výročí osvobození Plzně americkou armádou prezident republiky Václav Havel. Roku 1991 vznikla ve městě Západočeská univerzita (ZČU). V 90. letech byla k Plzni postavena i dálnice D5, která spojila Prahu s bývalým Západním Německem. Dokončení této důležité dopravní tepny, která částečně vyřešila tehdy katastrofální dopravní situaci v Plzni, se však kvůli komplikacím protáhlo až do prvního desetiletí 21. století (2006). Provoz Škodových závodů byl v 90. letech omezen a město začalo pozvolna měnit svůj výrazně průmyslový ráz. Na ploše tzv. Borských polí postupně vyrostl univerzitní kampus ZČU a také rozsáhlá průmyslová zóna. V letech 1994 až 2014 zastávali úřad primátora města souvisle kandidáti Občanské demokratické strany.
Roku 2009 byla reputace právnické fakulty ZČU poznamenána tzv. kauzou plzeňských práv, plagiátorskou aférou a skandálem s údajnými podvody v procesu udělování akademických titulů a řádného studia.

#### Evropské hlavní město kultury 2015

Zóna DEPO2015

V září 2010 vyhlásili zástupci mezinárodní poroty v Praze město Plzeň za vítěze soutěže o titul Evropské hlavní město kultury roku 2015. Ve finále dostala Plzeň přednost před Ostravou. V rámci projektu bylo vybudováno Nové divadlo a ve Štruncových sadech v okolí fotbalového stadiónu vzniklo sportovně-relaxační centrum. Na Světovaru měl v areálu bývalého pivovaru vzniknout komplex budov s ateliéry a byty pro umělce, tento projekt byl ale koncem roku 2014 zrušen. Jeho místo zaujalo bývalé depo dopravních podniků, nově DEPO2015. Z něj vznikla tzv. kreativní zóna. V DEPO2015 se pořádají koncerty, výstavy, přednášky, konference. Jeho součástí je otevřená díla Makerspace DEPO2015, otevřená kancelář Coworking, vzdělávací program pro kreativní průmysly, program umělců na rezidenci Open A.i.R. či komunitní zahrada. Koncem dubna 2014 získal projekt Cenu Meliny Mercouri, kterou doporučuje monitorovací a poradní výbor pro Evropská hlavní města kultury. Podmínkou bylo naplnění předem daných kritérií připravenosti. Plzeň 2015 tak pro svůj projekt získala dotaci 1,5 milionu eur.[zdroj?] V roce 2015 se zde uskutečnil také festival Rock for People Europe, o dva měsíce později tu končilo divadelní představení Obří loutky v Plzni, které podle organizátorů vidělo 100 tisíc lidí.[zdroj?]
Podle organizace Plzeň–Turismus navštívilo město za „kulturní“ rok 2015 necelých 3,4 milionu návštěvníků. Z toho více než 2,8 milionu bylo jednodenních. Přibližně 540 tisíc turistů zde strávilo minimálně jednu noc. Čtvrtinu jednodenních návštěvníků tvořili hosté ze zahraničí, z nichž celá polovina přijela z Německa. Čísla ukázala analýza signálních dat mobilních operátorů. Účast v projektu rovněž povzbudila iniciativu o výstavbu Nového divadla v Plzni, které bylo dokončeno roku 2014 či rozsáhlé rekonstrukce staré nádražní budovy Plzeň-Jižní předměstí v multifunkční kulturní prostor Moving station.